# Hemicentetes nigriceps
Il tenrec striato di montagna (Hemicentetes nigriceps) è una specie di tenrec endemica del Madagascar, dove abita le zone ricoperte di foresta pluviale nelle aree montuose centrali.
Un tempo veniva classificato come sottospecie di Hemicentetes semispinosus, dal quale si differenzia per il colore tendente al bianco anziché al giallo e le dimensioni leggermente minori.
Vive in gruppi formati da uno o una coppia di adulti e un numero variabile di giovani individui; setaccia il sottobosco con il lungo muso alla ricerca di lombrichi e larve d'insetto, che costituiscono il suo cibo. È attivo soprattutto nelle ore notturne.
Se disturbato o eccitato, rizza i peli del dorso e il collare attorno alla nuca ed emette suoni simili a degli squittii.